# Milano-Sanremo 1909
La Milano-Sanremo 1909, terza edizione della corsa, fu disputata il 4 aprile 1909, per un percorso totale di 286,7 km. Fu vinta dall'italiano Luigi Ganna, giunto al traguardo con il tempo di 9h32'00" alla media di 30,073 km/h davanti a Émile Georget e Giovanni Cuniolo.
I ciclisti che partirono da Milano furono 104; coloro che tagliarono il traguardo a Sanremo furono 57.

## Ordine d'arrivo (Top 10)
| Pos. | Corridore            | Squadra         | Tempo    |
| ---- | -------------------- | --------------- | -------- |
| 1    | Luigi Ganna          | Atala-Dunlop    | 9h32'00" |
| 2    | Émile Georget        | Alcyon          | a 3'00"  |
| 3    | Giovanni Cuniolo     | Rudge Whitworth | a 18'00" |
| 4    | Cyrille Van Hauwaert | Alcyon          | s.t.     |
| 5    | Giovanni Gerbi       | Bianchi-Dunlop  | a 21'00" |
| 6    | François Faber       | Alcyon          | a 22'00" |
| 7    | Carlo Galetti        | Rudge Whitworth | a 26'00" |
| 8    | Vincenzo Borgarello  | Peugeot-Wolber  | a 30'00" |
| 9    | Omer Beaugendre      | Alcyon          | a 38'30" |
| 10   | Mario Pesce          | -               | a 43'30" |